# Polioptilidae
I Polioptilidi (Polioptilidae S.F. Baird, 1858) sono una famiglia di piccoli uccelli passeriformi noti come  zanzarieri o pigliamoschini.

## Descrizione
La maggior parte dei polioptilidi sono di colore grigio tendente al blu ed hanno il tipico becco allungato degli insettivori. Molte specie hanno caratteristici segni neri sulla testa e lunghe code bianche e nere.
Poche specie, appartenenti ai generi Microbates e Ramphocaenus hanno invece livree meno appariscenti tendenti al marrone, code più piccole e becco più lungo.

## Distribuzione e habitat
Si trovano su tutto il territorio delle Americhe, eccetto che nell'estremo sud e sulle Ande più elevate.
La maggior parte delle specie è stanziale delle zone sub tropicali e tropicali, tranne lo zanzariere blu-
grigio che migra in inverno dagli Stati Uniti e dal Canada verso sud.
Vivono soprattutto nei sottoboschi delle foreste, spesso umide.

## Sistematica
La famiglia comprende 17 specie in 3 generi:
- Genere Microbates
  - Microbates collaris (Pelzeln, 1868) - zanzariere dal collare
  - Microbates cinereiventris (Sclater, PL, 1855) - zanzariere dal semicollare
- Genere Ramphocaenus
  - Ramphocaenus melanurus Vieillot, 1819 - zanzariere beccolungo
- Genere Polioptila
  - Polioptila caerulea (Linnaeus, 1766) - zanzariere blu-grigio
  - Polioptila melanura Lawrence, 1857 - zanzariere codanera
  - Polioptila californica Brewster, 1881 - zanzariere della California
  - Polioptila lembeyei (Gundlach, 1858) - zanzariere cubano
  - Polioptila albiloris Sclater, PL & Salvin, 1860 - zanzariere guancebianche
  - Polioptila nigriceps Baird, SF, 1864 - zanzariere testanera
  - Polioptila plumbea (Gmelin, JF, 1788) - zanzariere tropicale
  - Polioptila lactea Sharpe, 1885 - zanzariere ventrelatteo
  - Polioptila guianensis Todd, 1920 - zanzariere della Guiana
  - Polioptila facilis Zimmer, 1942 - zanzariere del Río Negro
  - Polioptila paraensis Todd, 1937 -  zanzariere del Parà
  - Polioptila clementsi Whitney, BM & Álvarez Alonso, 2005 - zanzariere di Iquitos
  - Polioptila schistaceigula Hartert, 1898 - zanzariere gola ardesia
  - Polioptila dumicola (Vieillot, 1817) - zanzariere mascherato